# Chapapote... o no
Chapapote... o no és un telefilm dirigit per Ferran Llagostera i Coll, rodat a Malpica de Bergantiños (on hi van contractar 400 figurants), doblat al català i emès per TV3 el 28 de juny de 2006. Fou produït per Centre Promotor de la Imatge, Jaleo Films i Orio Produkzioak en coproducció amb les cadenes Televisió de Catalunya, Canal Sur, Euskal Telebista i Televisión Canaria.

## Sinopsi
La trama se centra, amb gran sentit de l'humor, els esdeveniments posteriors a l'enfonsament del Prestige el novembre de 2002, tot i que sense donar-ne noms. Critica l'actuació tant del govern central com del govern autonòmic gallec i mostra la resposta del poble gallec, amb la divulgació del lema Nunca mais com a protesta dels fets. També mostra el treball dels voluntaris que van anar a netejar les costes gallegues del "chapapote".

## Repartiment
- Laura Conejero - Anna
- Josep Maria Pou - Don Manuel
- Francesc Garrido - César
- Toni Sevilla - Paco
- Fermí Casado - Abel
- Celso Bugallo - Alfonso
- Montserrat Salvador - Mare de Paco

## Nominacions
Als V Premis Barcelona de Cinema fou nominada al millor telefilm.